# El increíble finde menguante
El increíble finde menguante és una drama fantàstic de 2019 dirigit per Jon Mikel Caballero. La història conta a través d'Alba, una dona de trenta anys en crisi existencial, una història de bucles temporals sobre el pas del temps i el pas a la maduresa. El increíble finde menguante es una coproducció de Montreux Entertainment i Trepamuros Producciones, qque compta amb l'ajuda del Govern de Navarra. La pel·lícula es va estrenar el 10 d'abril de 2019.

## Argument
La pel·lícula narra a través de l'element dels bucles temporals la història de l'estancament generacional dels joves espanyols després de la crisi econòmica.
Alba acaba de complir trenta anys i viatja a una casa rural amb el seu xicot Pablo i uns quants amics. Aviat hi haurà friccions entre les seves amistats, però el major problema arribarà quan Pablo decideixi acabar la relació amb ella. L'endemà, Alba es perd en un bosc i sofreix el reinici del cap de setmana complet des del moment en què van arribar. Al principi sembla obra d'una mala ressaca, però no sols es repeteix una vegada i una altra de veritat, sinó que a més Alba descobrirà que cada repetició dura una hora menys que l'anterior. D'una banda sembla una finestra d'oportunitats, però què passarà realment quan el temps se li acabi?
La pel·lícula explora el concepte de la sensació del cíclic en la vida fins al moment en el qual t'adones de cada vegada et fas més vell i el temps és limitat i s'acaba. Per a il·lustrar aquesta idea la pel·lícula recorre a la disminució gradual de l'ample del format de pantalla, generant una sensació de claustrofòbia creixent.

## Repartiment
- Iria del Río com Alba
- Adam Quintero com Pablo
- Nadia de Santiago com Sira
- Adrián Expósito com Mancha
- Jimmy Castro com Mark
- Irene Ruiz com Claudia
- Luis Tosar com el pare d'Alba

## Cançons i banda sonora
La banda sonora original de la pel·lícula va ser composta pel compositor Luis Hernaiz . La pel·lícula conta a més amb cançons de les bandes :
- Elemento divergente d'Historias de una lagartija  (Cançó original de la pel·lícula)
- Te quiero igual de Novedades Carminha
- El vivo al baile de Novedades Carminha
- We never say die d'Oblique & Carlos Bayona
- Viaje de ida d'Exnovios
- Letargo de Ponyboy
- Juventud infinita de Novedades Carminha
- Táctica y réplica de Reina republicana
- Elemento divergente Remix de Carlos Bayona
- Nunca quise fiarme del reloj de Jimmy Castro (Cançó inèdita de la pel·lícula)

## Rodatge
La pel·lícula es va rodar durant quatre setmanes i mitja en diverses zones de la Comunitat foral de Navarra i de la Comunitat de Madrid. La pel·lícula es va rodar amb dues càmeres de cinema per a aconseguir major frescor en les interpretacions del repartiment i per a aconseguir un toc naturalista. La protagonista, Iria del Río, va sofrir una afecció a l'ull que va suposar el retard de l'inici del rodatge un mes, temps que l'equip va aprofitar per polir els assajos. El director no volia fitxar el repartiment sobre la base de la seva capacitat per memoritzar el text sinó que va veure entrevistes a YouTube per a veure la seva capacitat d'improvisació sent ells mateixos. El director ja havia treballat anteriorment amb l'actor Adam Quintero en els curtmetratges "Hibernation" i "Cenizo". Jon Mikel Caballero va ser coproductor de la pel·lícula per a aconseguir que es realitzés i "no formar part una generació perduda de cineastes". Luis Tosar prestó su voz en post-producción para representar al padre de la protagonista, para lo que después se tuvo que añadir digitalmente en algunos momentos del filme.
Luis Tosar va prestar la seva veu en postproducció per a representar al pare de la protagonista, per al que després es va haver d'afegir digitalment en alguns moments del film.

## Recepció de la crítica
L'increïble finde minvant va rebre crítiques majoritàriament positives. Entre elles Fotogramas la va qualificar de "film rodó i bastant més complex del que sembla". Cinemanía va destacar l'ús de la ciència-ficció per a "fer un pas més al nostre cinema generacional". Mitjans internacionals com Collider van destacar la interpretació de Iria del Río per a una pel·lícula "profunda i bellament satisfactòria". La pel·lícula compta amb una mitjana de 79% a l'agregador de crítiques Rotten Tomatoes. El cineasta Juan Antonio Bayona va dir de la pel·lícula "maneja amb enginy els bucles temporals per a parlar sobre la rutina i els buits en les relacions de parella. I cuina a foc lent una trama que culmina en un clímax memorable."

## Premis i festivals
- Nominada al Premi Feroz a la millor comèdia[14]
- Festival de Màlaga 2019[15]
- Festival de Cinema Fantàstic de Bilbao[16] (Premi a la Direcció més innovadora, Premi al Millor Guió)[17]
- Festival Ull Nu – Festival de Cinema Emergent d'Andorra (Premi del Jurat Jove a la Millor pel·lícula, Premi del Públic)[18]
- Fantasia International Film Festival
- North Bend Film Festival
- Festival de cinema de comèdia - Tarazona i el Moncayo
- London Spanish Film Festival
- Finalista Premi Sant Sebastià-Guipúscoa Film Commission
- Lund Fantastic Film Festival
- Cinespaña - Tolosa
- BRAVO hispanoamerican Film Fest - Arrels (cribratge)
- Setmana de cinema fantastic i terror de Girona - Acocollona't (Llargmetratge inaugural)
- Abycine Festival de Cinema Independent d'Albacete
- Leeds International Film Festival
- Algeciras Fantastika - Certamen Internacional de les Arts Fantàstiques i de Terror
- Alcine Festival de Cinema d'Alcalá de Henares
- Humor en Curt (llargmetratge inaugural)
- Linares Fantàstic - Mostra Iberoamericana de Cinema Fantàstic i de Terror
- Fical - Festival Internacional de Cinema d'Almeria
- Altercine - Cicle Cinematogràfic (Premi del Público)
- Splat! - International Fantastic Film Festival Poland